# 2015 год
2015 (две ты́сячи пятна́дцатый) год  по григорианскому календарю — невисокосный год, начинающийся в четверг. Это 2015 год нашей эры, 5‑й год 2‑го десятилетия XXI века 3‑го тысячелетия, 6‑й год 2010‑х годов. Он закончился 10 лет назад.
| Пн | Вт | Ср | Чт | Пт | Сб | Вс |
|    |    |    | 1  | 2  | 3  | 4  |
| 5  | 6  | 7  | 8  | 9  | 10 | 11 |
| 12 | 13 | 14 | 15 | 16 | 17 | 18 |
| 19 | 20 | 21 | 22 | 23 | 24 | 25 |
| 26 | 27 | 28 | 29 | 30 | 31 |    |

| Пн | Вт | Ср | Чт | Пт | Сб | Вс |
|    |    |    |    |    |    | 1  |
| 2  | 3  | 4  | 5  | 6  | 7  | 8  |
| 9  | 10 | 11 | 12 | 13 | 14 | 15 |
| 16 | 17 | 18 | 19 | 20 | 21 | 22 |
| 23 | 24 | 25 | 26 | 27 | 28 |    |

| Пн | Вт | Ср | Чт | Пт | Сб | Вс |
|    |    |    |    |    |    | 1  |
| 2  | 3  | 4  | 5  | 6  | 7  | 8  |
| 9  | 10 | 11 | 12 | 13 | 14 | 15 |
| 16 | 17 | 18 | 19 | 20 | 21 | 22 |
| 23 | 24 | 25 | 26 | 27 | 28 | 29 |
| 30 | 31 |    |    |    |    |    |

| Пн | Вт | Ср | Чт | Пт | Сб | Вс |
|    |    | 1  | 2  | 3  | 4  | 5  |
| 6  | 7  | 8  | 9  | 10 | 11 | 12 |
| 13 | 14 | 15 | 16 | 17 | 18 | 19 |
| 20 | 21 | 22 | 23 | 24 | 25 | 26 |
| 27 | 28 | 29 | 30 |    |    |    |

| Пн | Вт | Ср | Чт | Пт | Сб | Вс |
|    |    |    |    | 1  | 2  | 3  |
| 4  | 5  | 6  | 7  | 8  | 9  | 10 |
| 11 | 12 | 13 | 14 | 15 | 16 | 17 |
| 18 | 19 | 20 | 21 | 22 | 23 | 24 |
| 25 | 26 | 27 | 28 | 29 | 30 | 31 |

| Пн | Вт | Ср | Чт | Пт | Сб | Вс |
| 1  | 2  | 3  | 4  | 5  | 6  | 7  |
| 8  | 9  | 10 | 11 | 12 | 13 | 14 |
| 15 | 16 | 17 | 18 | 19 | 20 | 21 |
| 22 | 23 | 24 | 25 | 26 | 27 | 28 |
| 29 | 30 |    |    |    |    |    |

| Пн | Вт | Ср | Чт | Пт | Сб | Вс |
|    |    | 1  | 2  | 3  | 4  | 5  |
| 6  | 7  | 8  | 9  | 10 | 11 | 12 |
| 13 | 14 | 15 | 16 | 17 | 18 | 19 |
| 20 | 21 | 22 | 23 | 24 | 25 | 26 |
| 27 | 28 | 29 | 30 | 31 |    |    |

| Пн | Вт | Ср | Чт | Пт | Сб | Вс |
|    |    |    |    |    | 1  | 2  |
| 3  | 4  | 5  | 6  | 7  | 8  | 9  |
| 10 | 11 | 12 | 13 | 14 | 15 | 16 |
| 17 | 18 | 19 | 20 | 21 | 22 | 23 |
| 24 | 25 | 26 | 27 | 28 | 29 | 30 |
| 31 |    |    |    |    |    |    |

| Пн | Вт | Ср | Чт | Пт | Сб | Вс |
|    | 1  | 2  | 3  | 4  | 5  | 6  |
| 7  | 8  | 9  | 10 | 11 | 12 | 13 |
| 14 | 15 | 16 | 17 | 18 | 19 | 20 |
| 21 | 22 | 23 | 24 | 25 | 26 | 27 |
| 28 | 29 | 30 |    |    |    |    |

| Пн | Вт | Ср | Чт | Пт | Сб | Вс |
|    |    |    | 1  | 2  | 3  | 4  |
| 5  | 6  | 7  | 8  | 9  | 10 | 11 |
| 12 | 13 | 14 | 15 | 16 | 17 | 18 |
| 19 | 20 | 21 | 22 | 23 | 24 | 25 |
| 26 | 27 | 28 | 29 | 30 | 31 |    |

| Пн | Вт | Ср | Чт | Пт | Сб | Вс |
|    |    |    |    |    |    | 1  |
| 2  | 3  | 4  | 5  | 6  | 7  | 8  |
| 9  | 10 | 11 | 12 | 13 | 14 | 15 |
| 16 | 17 | 18 | 19 | 20 | 21 | 22 |
| 23 | 24 | 25 | 26 | 27 | 28 | 29 |
| 30 |    |    |    |    |    |    |

| Пн | Вт | Ср | Чт | Пт | Сб | Вс |
|    | 1  | 2  | 3  | 4  | 5  | 6  |
| 7  | 8  | 9  | 10 | 11 | 12 | 13 |
| 14 | 15 | 16 | 17 | 18 | 19 | 20 |
| 21 | 22 | 23 | 24 | 25 | 26 | 27 |
| 28 | 29 | 30 | 31 |    |    |    |

Год культуры России в Аргентине и Аргентины в России.
Год литературы в России.
Год молодёжи в Беларуси.
Международный год света и световых технологий (резолюция Генеральной Ассамблеи ООН A/RES/68/221).
Международный год почв (резолюция Генеральной Ассамблеи ООН A/RES/68/232).

## События
См. также: Категория:2015 год

### Январь
- 1 января
  - В Австрии проведена оценка численности населения в ночь с 31 декабря 2014 года на 1 января 2015 года[5].[нет в источнике]
  - Литва перешла на евро, став 19-м членом еврозоны[6].
  - Вступил в действие договор о создании Евразийского экономического союза[7].
  - Завершился переходный период в Крыму[8].
  - Граждане государств СНГ, за исключением стран, входящих в Таможенный союз, ЕЭП и Украины, могут въезжать на территорию Российской Федерации только по заграничным паспортам[9][10].
- 6 января — россиянка Диана Рамазанова совершила теракт в полицейском участке турецкого города Стамбул.
- 7 января — исламские террористы совершили нападение на расположенную в Париже редакцию журнала «Шарли Эбдо», в котором ранее были опубликованы карикатуры на пророка Мухаммеда[11].
- 8 января — выборы президента Шри-Ланки[12]. Победу одержал генеральный секретарь оппозиционной Партии свободы Маитрипала Сирисена[13].
- 11 января — второй тур выборов президента Хорватии[14]. Победу одержала кандидат от оппозиционной партии «Хорватское демократическое содружество» Колинда Грабар-Китарович, получив 50,42 % голосов избирателей[15].
- 14 января — президент Италии Джорджо Наполитано подал в отставку[16].
- 20 января — выборы президента Замбии. Победу одержал кандидат от правящей партии «Патриотический фронт» Эдгар Лунгу[17].
- 22 января — президент Йемена Абд Раббо Мансур Хади подал в отставку[18].
- 23 января — скончался король Саудовской Аравии Абдуллах Аль Сауд, новым королём стал его брат Салман ибн Абдул-Азиз Аль Сауд[19].
- 24 января — 1 февраля — XXVII зимняя Универсиада (1 часть, Штребке-Плесо и Осрблье, Словакия)[20].
- 26 января — новым премьер-министром Греции стал лидер партии СИРИЗА Алексис Ципрас[21].
- 30 января — в Москве в здании ИНИОН РАН произошёл пожар[22].
- 31 января
  - Избран новый президент Италии, им стал Серджо Маттарелла[23].
  - Старт исследовательской миссии SMAP, предназначенной для измерения влажности почвы Земли[24].

### Февраль
- 2—15 февраля — в Вэйле и Бивер-Крике (США) состоялся чемпионат мира по горнолыжному спорту[25].
- 3 февраля — в должность президента Италии вступил Серджо Маттарелла[26].
- 4 февраля — на Тайване недалеко от столицы Тайбэй потерпел крушение самолёт ATR 72-600 авиакомпании TransAsia. Из 58 находившихся на борту 43 человека погибли, 15 пострадали[27].
- 4—14 февраля — XXVII зимняя Универсиада (2 часть, Гранада, Испания)[28].
- 5—15 февраля — 65-й Берлинский международный кинофестиваль[29].
- 6 февраля — восставшие в Йемене хуситы захватили власть в стране и объявили о роспуске парламента. Исполнять обязанности президента Йемена стал Мухаммед Али аль-Хути[30].
- 11—12 февраля — вооружённый конфликт на востоке Украины: в Минске (Белоруссия) состоялась встреча президентов и представителей МИД Германии, России, Украины и Франции. Принята Декларация по Донбассу и разработаны шаги по имплементации Минского соглашения[31][32].
- 12—15 февраля — в Херенвене (Нидерланды) состоялся чемпионат мира по конькобежному спорту[33].
- 14 февраля — в результате стрельбы в Копенгагене (Дания) погибли 3 и ранены 5 человек[34].
- 14—15 февраля — в Сигулде (Латвия) состоялся чемпионат мира по санному спорту[35].
- 15 февраля — вступила в должность президент Хорватии Колинда Грабар-Китарович[36].
- 18 февраля
  - Президентские выборы в Греции. Президентом избран Прокопис Павлопулос[37].
  - Премьер-министром Молдовы стал Кирилл Габурич[38].
- 19 февраля — египетские войска вошли на территорию Ливии и начали наступление на город Дерна, ранее захваченный боевиками ИГ.
- 19 февраля — 1 марта — чемпионат мира по лыжным видам спорта (Фалун, Швеция)[39].
- 26 февраля — 8 марта — чемпионат мира по бобслею и скелетону (Винтерберге, Германия)[40].
- 27 февраля — в Москве убит оппозиционный политик, сопредседатель Республиканской партии России — Партии народной свободы Борис Немцов[41].
- 28 февраля — парламентские выборы в Лесото[42].
- 28 февраля — 1 марта — 46-й чемпионат мира по конькобежному спорту в спринтерском многоборье (Астана, Казахстан)[43].

### Март
- 1 марта
  - Парламентские выборы в Эстонии[44]. Выборы выиграла Партия реформ[45].
  - Парламентские выборы в Таджикистане[46]. Лишь НДП преодолела пятипроцентный барьер[47].
  - Табаре Васкес вступил в должность президента Уругвая[48].
- 4 марта — авария на шахте имени Засядько в Донецке. Погибли 34 шахтёра[49].
- 5 марта — космический аппарат Dawn достиг Цереры и перешёл на круговую орбиту вокруг этой карликовой планеты[50].
- 5—15 марта — чемпионат мира по биатлону (Контиолахти, Финляндия)[51].
- 7 марта — премьер-министром Лесото вновь стал Бетуэль Пакалита Мосисили[52].
- 11 марта — в Казани (Россия) в здании крупного торгового центра произошёл пожар[53]. 19 человек погибли, более 60 пострадали[54][55][56].
- 12 марта
  - Экипаж корабля Союз ТМА-14М в составе Елены Серовой, Александра Самокутяева и Барри Вилмора вернулся с МКС на Землю[57].
  - Исландия отозвала заявку на членство страны в Евросоюзе[58].
- 13 марта — в должность президента Греции вступил Прокопис Павлопулос[59].
- 13—15 марта — чемпионат мира по шорт-треку (Москва, Россия). Чемпионами мира стали нидерландский конькобежец Шинки Кнегт и южнокорейская конькобежка Чхве Мин Джон[60][61].
- 15 марта — закрыт магазин приложений Nokia, он заменён Opera Store[62].
- 16 марта — 7 апреля — чемпионат мира по шахматам среди женщин (Сочи, Россия)[63].
- 17 марта — досрочные парламентские выборы в Израиле[64]. Победу одержала правящая партия Ликуд[65].
- 18 марта — в результате нападения террористов на музей Бардо, находящийся в столице Туниса, погибли 24 человека[66][67].
- 19 марта — убийство Фархунды Маликзаде[68].
- 20 марта
  - Новым премьер-министром Абхазии назначен Артур Миквабия[69].
  - В Сане (Йемен) террористы-смертники взорвали две мечети. Количество погибших составило по меньшей мере 137 человек, раненых — 357. Ответственность за взрывы взяло на себя ИГ[70].
  - Солнечное затмение которое можно было наблюдать на севере Атлантического океана и в Арктике.
- 21 марта — президентом Намибии стал глава правительства Хаге Гейнгоб; на посту премьер-министра его сменила Саара Куугонгельва-Амадхила[71].
- 23—29 марта — чемпионат мира по фигурному катанию (Шанхай, КНР)[72].
- 24 марта — на юге Франции разбился пассажирский самолёт A320. Погибли все 150 человек[73].
- 27 марта — с космодрома Байконур стартовал космический корабль Союз ТМА-16М для годичного пребывания в космосе. Состав экипажа — Геннадий Падалка, Михаил Корниенко и Скотт Келли[74].
- 28 марта — всеобщие выборы в Нигерии[75]. Победу одержал Мохаммаду Бухари[76].
- 29 марта — выборы президента Узбекистана[77]. Президентом страны избран действующий президент Ислам Каримов[78].
- 29 марта—5 апреля — 35-й чемпионат мира по хоккею с мячом (Хабаровск, Россия)[79].

### Апрель
- 2 апреля

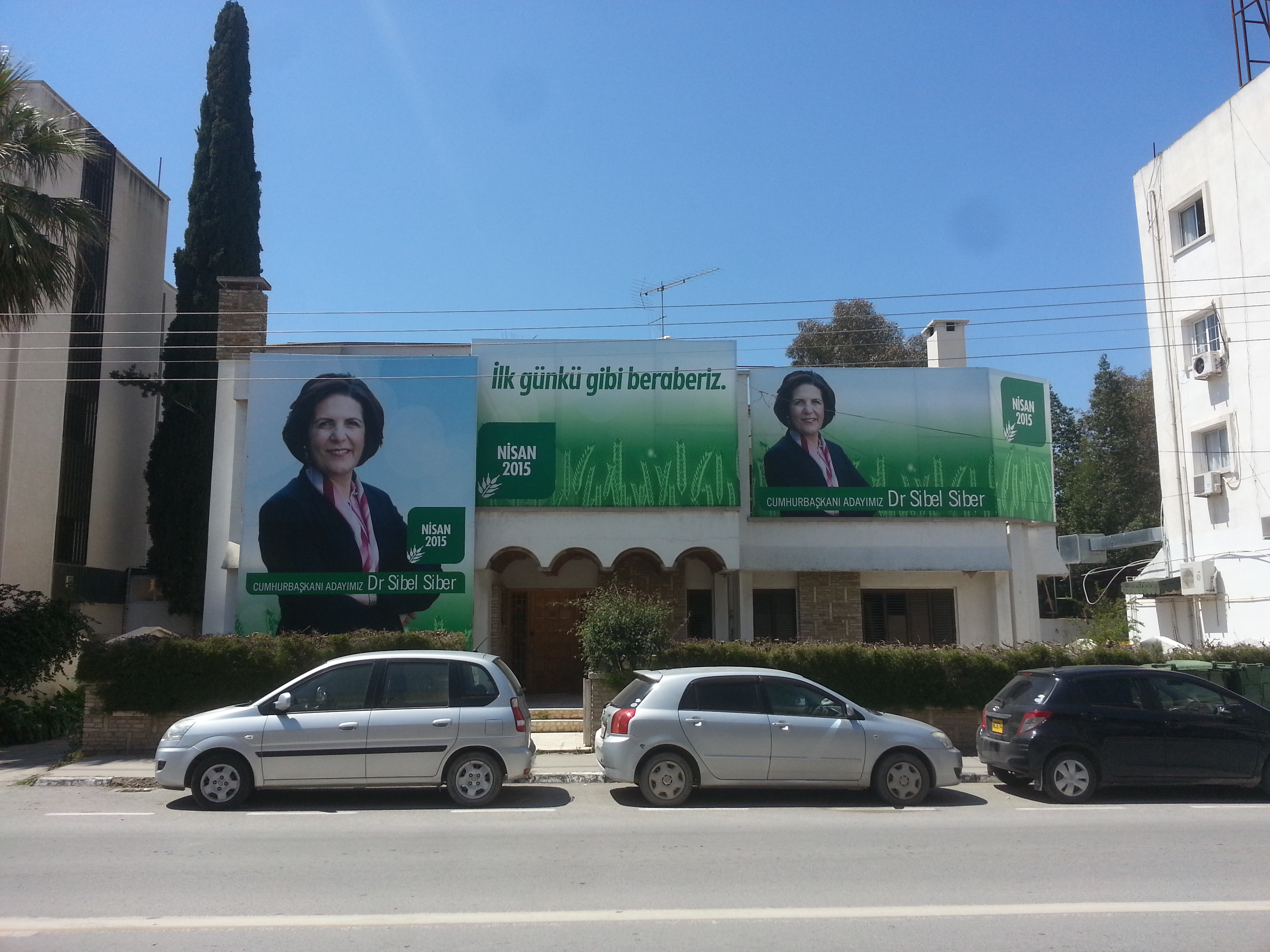
Предвыборная агитация на Мехмет Акиф-авеню в пользу Сибель Сибер в преддверии президентских выборов в ТРСК

  - (4:12 по сахалинскому времени, 1 апреля в 21:12 по московскому времени) большой автономный траулер «Дальний Восток» затонул в акватории Охотского моря в 300 километрах от Магадана. По данным МЧС, экипаж судна — 132 человека. На борту находились 78 россиян и 54 иностранца. 62 человека погибли, 7 пропали без вести[80][81].
  - Боевики группировки «Аль-Шабааб» совершили атаку на университет в кенийском городе Гарисса. Погибли 148 человек[82][83].
- 5 апреля — после ремонта и модернизации вновь запущен Большой адронный коллайдер[84].
- 6 апреля — указами президента России Владимира Путина городам Старая Русса, Грозный, Гатчина, Петрозаводск и Феодосия присвоено почётное звание «Город воинской славы»[85].
- 12 апреля — в результате крупных пожаров в Хакасии, возникших в степных регионах[86], сгорели более 1200 домов в 42 населённых пунктах[87], погибли 36 человек[88], около 5 тысяч человек остались без жилья[89]. В республике введён режим чрезвычайной ситуации. На 13 апреля все пожары ликвидированы[90].
- 14 апреля — в результате кораблекрушения в Средиземном море судна, на котором перевозились из Ливии в Италию 550 нелегальных мигрантов, погибли 400 человек, среди них много детей[91][92].
- 19 апреля
  - Парламентские выборы в Финляндии[93]. Победу одержала оппозиционная партия «Финляндский центр»[94].
  - В Средиземном море к северу от Ливии затонуло рыболовное судно, удалось спасти 28 человек[95], погибли 24 человека. В Управлении Верховного комиссара ООН по делам беженцев заявили, что погибли 800 человек[96].
- 25 апреля — в Балтиморе (США) в связи с гибелью афроамериканца Фредди Грея, который был убит полицией, начались демонстрации и столкновения демонстрантов с полицией, в городе был введён комендантский час[97].
- 25—28 апреля — землетрясения в Непале магнитудой до 7,8 Mw[98]. В Непале погибли 8699 человек, 22 489 ранены[99], пострадали 8 млн человек[100]. В Индии 69 человек погибли и около 270 ранены[101]. В Китае 25 погибших, 117 раненых[102].
- 26 апреля
  - Президентские выборы в Казахстане[103]. Победил действующий президент Нурсултан Назарбаев[104].
  - Второй тур президентских выборов в Северном Кипре. Победу одержал Мустафа Акынджи[105].
- 27 апреля — американская компания SpaceX запустила в космос первый туркменский спутник[106].
- 30 апреля — вступление Мустафы Акынджи в должность президента Северного Кипра[107].

### Май
- 1—17 мая — 79-й чемпионат мира по хоккею с шайбой (Прага и Острава, Чехия)[108]. Победу одержала сборная Канады[109].
- 1 мая — 31 октября — международная выставка EXPO-2015 (Милан, Италия)[110].
- 3 мая — парламентские выборы в непризнанной Нагорно-Карабахской Республике[111]. Победила правящая партия «Свободная Родина»[112].
- 7 мая — парламентские выборы в Великобритании[113]. Победу одержала правящая Консервативная партия[114].
- 8 мая — Кыргызстан присоединился к Евразийскому экономическому союзу[115].
- 10 мая — выборы президента Польши[116]. Во второй тур вышли президент Польши Бронислав Коморовский и кандидат от оппозиционной партии «Закон и справедливость» Анджей Дуда[117].
- 11 мая — парламентские выборы в Гайане. Победу одержала оппозиционная коалиция Партнёрство за национальное единство и альянс за перемены во главе с Дэвидом Грейнджером[118].
- 12 мая — в Непале и Индии произошло повторное землетрясение магнитудой 7,4[119]. В Непале погибли 117 человек[120], ещё 1926 пострадали[121]; в Индии погибли 17 человек[122], ещё один человек погиб на территории Китая[123].
- 13—24 мая — 68-й Каннский кинофестиваль[124]. «Золотой пальмовой ветвью» награждён французский фильм «Дипан» режиссёра Жака Одиара[125].
- 16 мая
  - В должность президента Гайаны вступил Дэвид Грейнджер[126].
  - Исламское государство захватило Рамади, фактически установив контроль над всей провинцией Анбар. Иракское правительство признало потерю[127].
- 19—23 мая — юбилейный 60-й песенный конкурс Евровидение (Австрия)[128]. Победу одержал Монс Сельмерлёв (Швеция) с песней «Heroes»[129].
- 24 мая — второй тур выборов президента Польши[130]. Победу одержал Анджей Дуда[131].
- 27 мая — в Цюрихе (Швейцария) взяты под стражу несколько высокопоставленных чиновников ФИФА, среди которых вице-президенты ФИФА Джеффри Уэбб и Эухенио Фигередо, бывший член исполкома ФИФА Джек Уорнер, а также Эдуардо Ли, Хулио Роча, Костас Таккас, Рафаэль Эскевель, Хосе Мария Марин и Николас Леос[132].
- 28 мая — приведён к присяге новый премьер-министр Финляндии Юха Сипиля[133].
- 29 мая — в должность президента Нигерии вступил Мохаммаду Бухари[134].

### Июнь
- 1 июня — в Китае на реке Янцзы из-за смерча в течение двух минут затонул теплоход «Дунфанчжисин» с туристами. На борту находились 458 человек[135], спасены 12, погибли 442 человека[136].
- 3 июня — выборы президента Латвии. Избран министр обороны Латвии Раймондс Вейонис[137].
- 5 июня
  - 13-я ежегодная церемония награждения национальной премии в области популярной музыки Муз-ТВ (Астана, Казахстан)[138].
  - В должность президента Маврикия вступила Амина Гуриб-Факим[139].
- 7 июня — парламентские выборы в Турции[140]. По предварительным данным, лидирует Партия справедливости и развития[141].
- 7—8 июня — саммит G7 в замке Эльмау (Бавария, Германия)[142].
- 10—11 июня — V Съезд лидеров мировых и традиционных религий (Астана, Казахстан)[143].
- 11 июня — экипаж космического корабля Союз ТМА-15М в составе Антона Шкаплерова, Саманты Кристофоретти и Терри Вёртса вернулся с МКС на Землю[144].
- 12—28 июня — первые Европейские игры (Баку, Азербайджан)[145].
- 15 июня — 3 июля — XV международный конкурс имени П. И. Чайковского (Москва, Россия)[146].
- 18 июня — Парламентские выборы в Дании[147].
- 18—20 июня — XIX Петербургский международный экономический форум[148].
- 19—26 июня — 37-й Московский международный кинофестиваль[149].
- 22 июня — Казахстан вступил во Всемирную торговую организацию[150].
- 26 июня
  - 1-й Международный форум архитекторов и градостроителей (Астана, Казахстан)[151].
  - I международный фестиваль боевых искусств (Астана, Казахстан)[152].
- 29 июня
  - Приведён к присяге новый премьер-министр Дании Ларс Лёкке Расмуссен[153].
  - Парламентские выборы в Бурунди[154].
- 29 июня — 5 июля — чемпионат мира по современному пятиборью (Берлин, Германия)[155].
- 30 июня — военно-транспортный самолёт Lockheed C-130 Hercules упал на отель в индонезийском городе Медан, 141 человек погиб[156].

### Июль
- 2 июля — на Филиппинах перевернулся паром со 173 пассажирами. Более 30 человек погибли[157].
- 3—14 июля —XXVIII летняя Универсиада (Кванджу, Южная Корея)[158].
- 4—26 июля — 102-я веломногодневка Тур де Франс. Гонка стартовала в голландском Утрехте и закончилась традиционным этапом на Елисейских Полях в Париже. Победу одержал представитель команды Sky Team Крис Фрум[159].
- 5 июля — прошёл Референдум в Греции по финансовой политике, в результате которого 61,31 процента проголосовавших выбрали ответ «НЕТ»; ответ «ДА» дали 38,69 %.
- 8—9 июля — VII саммит БРИКС (Уфа, Россия)[160].
- 9—10 июля — 20-я встреча глав государств-членов ШОС (Уфа, Россия)[161].
- 13—19 июля — чемпионат мира по фехтованию в Москве (Россия)[162].
- 14 июля — космический аппарат НАСА «Новые горизонты» прошёл мимо Плутона[163].
- 15—22 июля — чемпионат мира по подводному плаванию в Яньтай (КНР)[164].
- 20 июля
  - В Суруче (Турция) совершён теракт. Погибли 32 человека, 104 человека получили ранения[165].
  - Официально восстановлены дипломатические отношения между США и Кубой[166].
- 21 июля — президентские выборы в Бурунди[167]. Победу одержал действующий президент Пьер Нкурунзиза[168].
- 23 июля — запуск пилотируемого космического корабля «Союз ТМА-17М» с экипажем в составе Олега Кононенко, Кимия Юи и Челла Линдгрена (США). Состоялась стыковка корабля с МКС[169].
- 24 июля — 9 августа — 16-й Чемпионат мира по водным видам спорта (Казань, Россия)[170].
- 29 июля — компания «Microsoft» выпустила операционную систему «Windows 10»[171].
- 30 июля — запущена сеть криптоплатформы «Ethereum», ставшая впоследствии крупнейшей альтернативой биткойну[172].
- 30 июля — новым премьер-министром Молдовы стал Валериу Стрелец[173].
- 31 июля — Международный олимпийский комитет утвердил столицей Зимних Олимпийских игр 2022 года город Пекин (КНР)[174].

### Август
- 3 августа — истребитель МиГ-23 САВВС упал на рынок в городе Эриха (Сирия). Погибли 33 человека и более 150 получили ранения[175].
- 5 августа — в Индии на мосту через реку Мачак сошли с рельсов два поезда. Погибли 30 человек[176].
- 6 августа
  - В должность президента Польши вступил Анджей Дуда[177].
  - Открытие нового Суэцкого канала в Египте[178].
- 9 августа — парламентские выборы в Республике Гаити[144].
- 12 августа — Кыргызстан официально стал полноправным членом ЕАЭС[179].
- 12—15 августа — взрывы на складе горючих веществ в Тяньцзине (Китай). Ранены около 800 человек, погибли 173 человека, в том числе 21 пожарный. 95 человек пропали без вести. Мощность двух взрывов составила 3 и 21 тонну в тротиловом эквиваленте[180][181][182].
- 13 августа — в результате теракта на рынке Багдада (Ирак) погибло более 80 мирных жителей, около 200 человек ранены[183].
- 16 августа — катастрофа самолёта компании Trigana Air Service в Индонезии. Погибли 49 пассажиров и 5 членов экипажа[184].
- 17 августа
  - Парламентские выборы в Шри-Ланке[185]. Победу одержала правящая коалиция[186].
  - В столице Таиланда Бангкоке произошёл теракт. Погибли 19 и ранены 123 человека[187].
- 22—30 августа — чемпионат мира по лёгкой атлетике в Пекине (КНР)[188].
- 24—30 августа — 30-й чемпионат мира по дзюдо (Астана, Казахстан)[189].
- 27 августа — премьер-министром Греции впервые стала женщина Василика Тану-Христофилу[190].

### Сентябрь

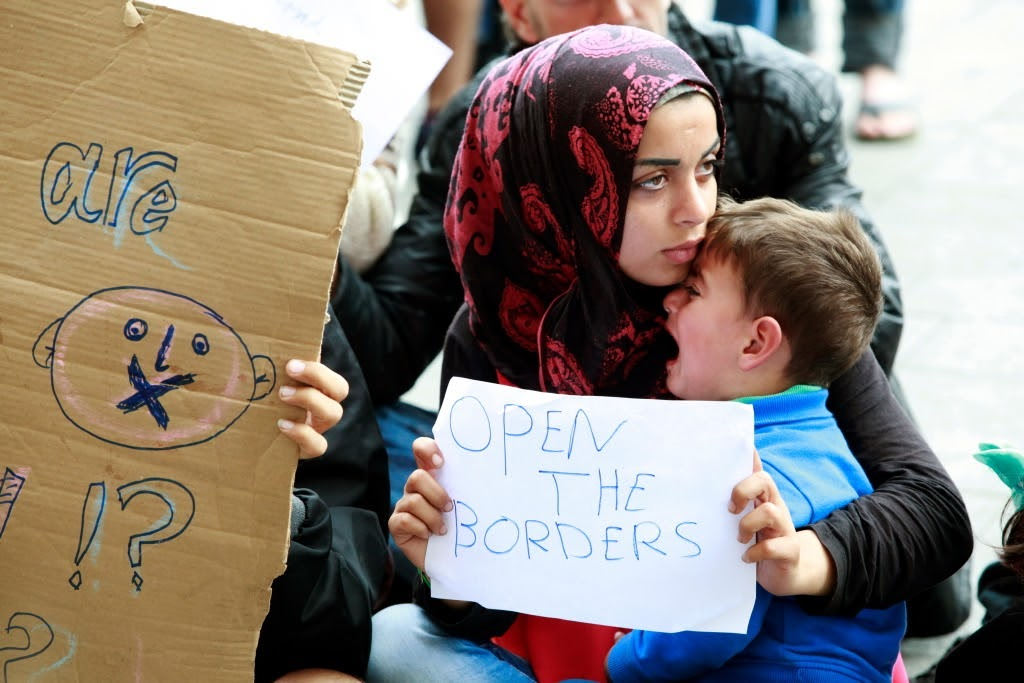
Протесты мигрантов в Венгрии

- 1—2 сентября — в Венгрии прошли протесты нелегальных мигрантов, требующих предоставить им поезда в Германию[191].
- 2 сентября — ракета-носитель «Союз-ФГ» с транспортным пилотируемым кораблём Союз ТМА-18М стартовала с космодрома Байконур с международным экипажем[192].
- 2—12 сентября — 72-й Венецианский кинофестиваль[193].
- 3 сентября — суд Гватемалы выдал ордер на арест президента страны Отто Переса Молины, обвиняемого в создании коррупционной сети; президент подал в отставку и был заключён под арест[194]. Исполнять обязанности президента назначен вице-президент Алехандро Мальдонадо Агирре[195].
- 6 сентября
  - Президентские и парламентские выборы в Гватемале[196]. Во второй тур прошли кандидат правонационалистической партии FCN актёр Джимми Моралес и правоцентрист Мануэль Бальдисон[197].
  - Антиправительственные выступления в Молдавии с требованием отставки президента и избрания нового главы государства и правительства[198].
- 7—13 сентября — чемпионат мира по художественной гимнастике (Штутгарт, Германия)[199].
- 7—15 сентября — Чемпионат мира по борьбе 2015 (Лас-Вегас, США)[200].
- 7 сентября — парламентские выборы в Тринидаде и Тобаго. По предварительным данным, победу одержала оппозиционная партия[201].
- 9 сентября — в должность премьер-министра Тринидада и Тобаго вступил Кит Роули[202].
- 11 сентября
  - В результате падения строительного крана на мечеть аль-Харам в Мекке (Саудовская Аравия) погибло 107 человек; ранены и пострадало более 120 человек[203].
  - Парламентские выборы в Сингапуре[204]. Победу одержала правящая партия Народное действие[205].
- 12 сентября — при взрыве в ресторане в индийском городе Петлавад (Мадхья-Прадеш) погибло более 100 человек[206].
- 13 сентября — единый день голосования в России[207].
- 15 сентября — в должность премьер-министра Австралии вступил Малкольм Тернбулл[208].
- 16 сентября
  - XII Форум межрегионального сотрудничества Казахстана и России (Сочи, Россия)[209].
  - В ходе военного переворота арестованы и. о. президента Буркина-Фасо Мишель Кафандо и все члены правительства вместе с премьер-министром Исааком Зиды[210].
- 17 сентября — после военного переворота в Буркина-Фасо страну возглавил Председатель Совета национальной демократии, им стал Жильбер Дьендере[211].
- 18 сентября — 31 октября — чемпионат мира по регби (Великобритания)[212]. Победу одержала сборная Новой Зеландии[213].
- 19 сентября — празднование 2000-летия города Дербента (Дагестан, Россия).
- 20 сентября — внеочередные парламентские выборы в Греции[214]. Победу одержала бывшая правящая партия СИРИЗА[215]
- 21 сентября — премьер-министром Греции вновь стал лидер партии СИРИЗА Алексис Ципрас[216]
- 23 сентября — смещённое правительство Исаака Зиды и и. о. президента Буркина-Фасо Мишель Кафандо вернулись к власти[217].
- 24 сентября — в результате давки в долине Мина близ Мекки (Саудовская Аравия) погибли 717 исламских паломников, 863 человека пострадали[218].
- 26 сентября — Папа Франциск завершает тур по Нью-Йорку с мессой в саду Мэдисон Сквер[219]
- 28 сентября — специалисты НАСА обнаружили доказательства наличия на Марсе потоков солёной воды[220].
- 30 сентября — Россия нанесла первый авиаудар по позициям ИГ в Сирии[221].

### Октябрь
- 1 октября — в Дагестане (Россия) введена в эксплуатацию Гоцатлинская ГЭС[222].
- 4 октября
  - Парламентские выборы в Кыргызстане[223]. По предварительным данным, лидирует президентская Социал-демократическая партия[224].
  - Парламентские выборы в Португалии[225]. Победу одержала правящая Социал-демократическая партия[226].
  - В Гватемале произошёл оползень, погибло не менее 131 человека[227].
- 5 октября — США, Япония и ещё 10 стран (Австралия, Бруней, Вьетнам, Канада, Малайзия, Мексика, Новая Зеландия, Перу, Сингапур, Чили), вместе представляющих 40 % глобальной экономики, договорились о заключении крупнейшего за последние два десятилетия торгового пакта — Транстихоокеанского партнёрства[228].
- 5—15 октября — 18-й чемпионат мира по боксу (Доха, Катар)[229].
- 10 октября — в Анкаре (Турция) совершён террористический акт[230]. Погибли 95 человек, ранены 246 человек[231].
- 11 октября
  - Президентские выборы в Белоруссии[232]. Победу одержал действующий президент Александр Лукашенко, набрав 83,49 процента голосов избирателей[233].
  - Выборы президента Гвинеи[234]. Победу одержал действующий президент Альфа Конде[235].
- 12 октября — вступил в должность премьер-министр Непала коммунист Кхадга Прасад Шарма Оли[236].
- 13 октября — опубликован отчёт о крушении MH17. Председатель Совбеза Нидерландов Тьиббе Йустра заявил, что самолёт был сбит ракетой серии 9М38[237].
- 18 октября — парламентские выборы в Швейцарии[238]. Победу одержала правоконсервативная Швейцарская народная партия[239].
- 18—19 октября — парламентские выборы в Египте (1-й тур)[240].
- 19 октября — парламентские выборы в Канаде[241]. Победу одержала оппозиционная Либеральная партия[242].
- 21—23 октября — первый форум малого и среднего бизнеса стран-участниц ШОС и БРИКС (Уфа, Россия)[243].
- 23 октября — Испания вывела войска из Афганистана[244][245].
- 23 октября — 1 ноября — в Глазго (Великобритания) прошёл Чемпионат мира по спортивной гимнастике[246].
- 25 октября
  - Президентские выборы в Республике Гаити[247].
  - Парламентские выборы в Польше[248]. Победу одержала оппозиционная партия «Закон и справедливость»[249].
  - Второй тур президентских выборов в Гватемале[197]. Победу одержал Джимми Моралес[250].
  - Президентские выборы в Кот-д’Ивуаре[251]. Победу одержал действующий президент Алассан Уаттара[252].
  - Первый тур всеобщих выборов в Аргентине[253]. Во второй тур вышли кандидат от правящей партии Даниэль Сиоли и кандидат от оппозиции Маурисио Макри[254].
  - Всеобщие выборы в Танзании[255]. Победу одержал представитель правящей партии Джон Магуфули[256].
  - Парламентские выборы[англ.] в Омане[257].
- 26 октября — землетрясение в Афганистане и Пакистане магнитудой 7,5. В Афганистане погибло 33 человека и около 200 ранены, в Пакистане погибло около 228 человек и 1000 ранены[258].
- 28 октября — вступила в должность президент Непала Бидхья Деви Бхандари[259].
- 30 октября
  - Взрыв и пожар в ночном клубе Colectiv в Бухаресте (Румыния). Погибли 64 человека, 186 ранены.
  - Исполняющим обязанности премьер-министра Молдовы стал Георгий Брега[260].
- 31 октября — самолёт Airbus A321 российской авиакомпании «Когалымавиа» разбился после взрыва бомбы на борту над Синайским полуостровом. Все находившиеся на борту 224 человека погибли[261][262].

### Ноябрь
- 1 ноября
  - Начало вещания Матч ТВ.

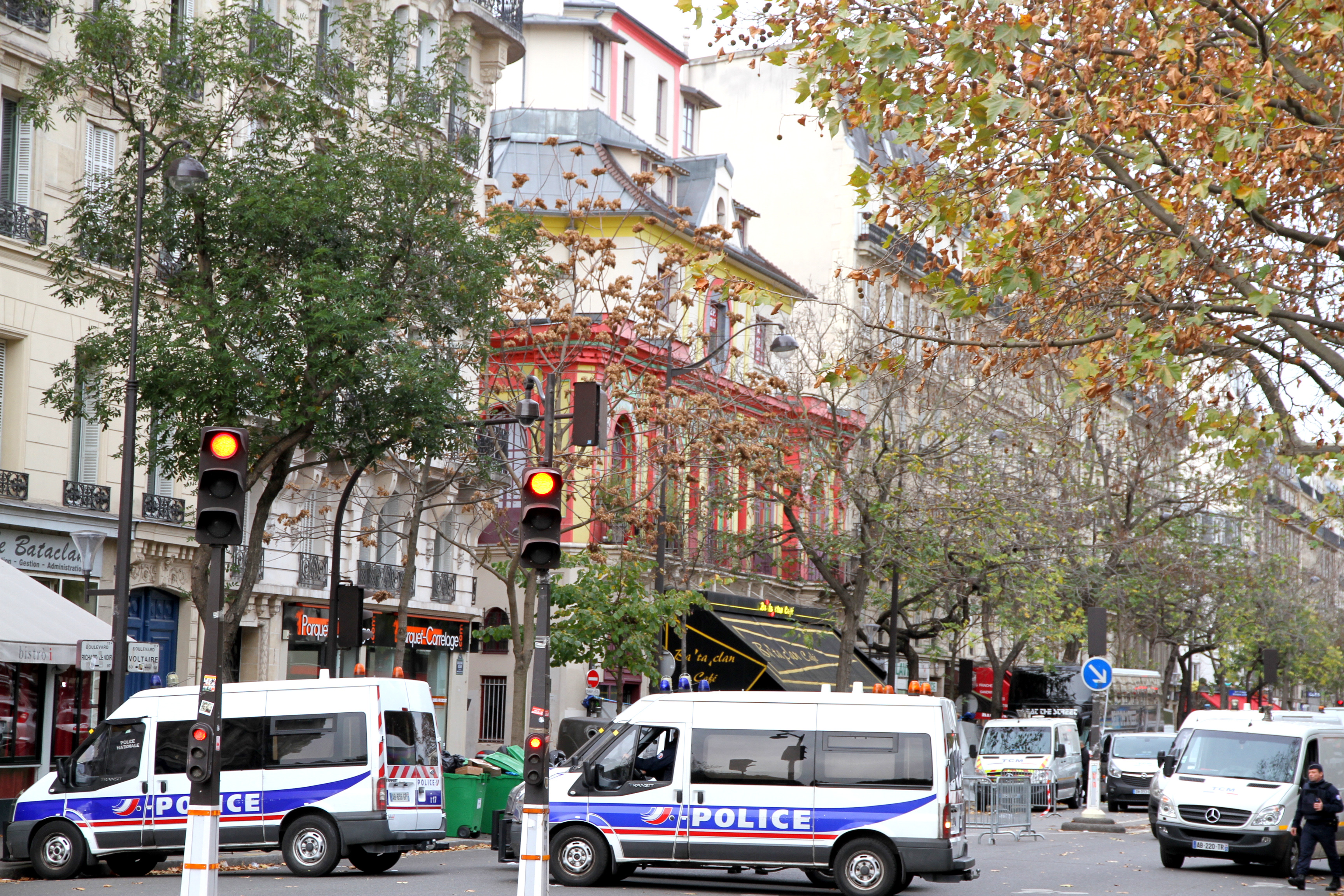
Полиция на парижской улице после серии терактов

  - Парламентские выборы в Азербайджане[263].
  - Досрочные парламентские выборы в Турции[264]. По предварительным данным, лидирует правящая Партия справедливости и развития[265].
- 4 ноября — новым премьер-министром Канады стал Джастин Трюдо[266].
- 5 ноября
  - Исполняющим обязанности премьер-министра Румынии стал Сорин Кымпяну[267].
  - В должность президента Танзании вступил Джон Магуфули[268].
- 8 ноября
  - Парламентские выборы в Мьянме[269]. Оппозиционная Национальная лига за демократию получила 70 % голосов избирателей[270].
  - Парламентские выборы в Хорватии[271].
- 9 ноября — парламент Каталонии одобрил резолюцию о независимости автономной области[272].
- 12 ноября
  - Начало вещания Че.
  - Теракты в шиитском районе Бейрута. Погибли 43, ранены 239 человек[273].
- 13 ноября — серия терактов в Париже (Франция). Погибли 130 человек, ранен 351 человек[274][275].
- 14 ноября — во Франции недалеко от Страсбурга во время тестовой поездки загорелся, сошёл с рельсов и съехал в реку скоростной поезд TGV. Погибли 10 человек, 60 человек пострадало[276].
- 15—16 ноября — саммит G-20 в Анталье (Турция)[277].
- 16 ноября
  - В должность премьер-министра Польши вступила Беата Шидло[278].
  - В Ботсване найден алмаз массой 1111 карат — крупнейший за последние сто лет и второй по величине за всю историю добычи алмазов в мире[279].
- 17 ноября — в должность премьер-министра Румынии вступил Дачиан Чолош[280].
- 18—19 ноября — саммит АТЭС (Манила, Филиппины)[281].
- 20—29 ноября — чемпионат мира по тяжёлой атлетике (Хьюстон, США)[282].
- 20 ноября — боевики, выкрикивая исламистские лозунги, напали на отель в столице Мали Бамако, взяв 170 человек в заложники[283]. Погиб 21 человек, из них 6 граждан России[284].
- 21 ноября — детский конкурс Евровидение (София, Болгария)[285].
- 22 ноября
  - Второй тур президентских выборов в Аргентине[286]. Победу одержал кандидат от оппозиции Маурисио Макри[287].
  - В Мьянме произошёл оползень, погибли более 90 человек[288].
- 22—23 ноября — второй тур парламентских выборов в Египте[289].
- 24 ноября
  - Президент Турции Эрдоган заявил, что турецкие военные сбили над Сирией российский самолёт Су-24 в связи с нарушением воздушного пространства Турции. В российском Минобороны утверждают, что самолёт летел исключительно над территорией Сирии[290].
  - В должность премьер-министра Португалии вступил Антониу Кошта[291].
- 29 ноября
  - Парламентские выборы в Приднестровье[292].
  - Всеобщие выборы в Буркина-Фасо[293]. Президентом Буркина-Фасо избран Рок Марк Кристиан Каборе[294].

### Декабрь
- 2 декабря
  - Запущен энергомост в Крым[295].
  - Конституционный суд Испании аннулировал резолюцию парламента Каталонии о провозглашении независимости[296].
- 3 декабря — референдум[англ.] в Дании о оговорках, предусмотренных Эдинбургским соглашением о членстве Дании в ЕС[297].
- 6 декабря
  - Парламентские выборы в Венесуэле[298].
  - Конституционный референдум в Армении о переходе от президентской к парламентской форме правления[299]. За парламентскую форму правления проголосовали 63,35 % избирателей[300].
- 10 декабря
  - На экспериментальном термоядерном реакторе Wendelstein 7-X получена тестовая плазма[301].
  - Вступил в должность новый президент Аргентины Маурисио Макри[302].
- 11 декабря — на Землю вернулся экипаж Союз ТМА-17М в составе Олега Кононенко (Россия), Кимия Юи (Япония) и Челла Линдгрена (США)[303].
- 15 декабря
  - Корабль Союз ТМА-19М запущен с экипажем в составе Юрий Маленченко, Тимоти Копра и Тимоти Пик[304].
  - Начат выпуск карт национальной платёжной системы «Мир»[305].
- 20 декабря — всеобщие выборы в Испании[306]. Правящая консервативная Народная партия премьера Испании Мариано Рахоя победила, однако не удержала большинство мест в парламенте и была вынуждена формировать коалицию[307][308].
- 22 декабря
  - В США опубликованы рассекреченные списки целей массированного ядерного удара США по СССР, странам Восточного блока и Китаю 1959 года[309][310].
  - После запуска на орбиту 11 спутников Orbcomm-G2, первая ступень ракеты-носителя Falcon 9 FT впервые в истории космонавтики успешно приземлилась на площадку Посадочной зоны 1.
- 29 декабря — в должность президента Буркина-Фасо вступил Рок Марк Кристиан Каборе[311].
- 30 декабря
  - Всеобщие выборы в Центральноафриканской Республике[312].
  - В должность премьер-министра Грузии вступил Георгий Квирикашвили[313].
- 31 декабря — упразднение Международного трибунала по Руанде[314].

## Вымышленные события
- 21 октября — день будущего, куда отправлялись герои фильма «Назад в будущее 2».
- В 2015 году происходят события аниме и манги «Евангелион».
- В 2015 году происходит концовка фильма ужасов «Бивень».
- В 2015 году умирает герой фильма «Город Зеро» Леонид Филатов.

## Нобелевские премии
- Медицина и физиология — Уильям Кэмпбелл и Сатоси Омура — «За разработку нового метода лечения заболеваний, вызванных круглыми червями-паразитами», Ту Юю — «За вклад в создание терапии против малярии — заболевания, разносчиками которого являются комары рода Anopheles»[315].
- Физика — Такааки Кадзита и Артур Макдональд — «За открытие нейтринных осцилляций»[316].
- Химия — Томас Линдаль, Азиз Санджар, Пол Модрич — «За восстановление ДНК»[317].
- Литература — Светлана Алексиевич — «За её многогласное творчество — памятник страданию и мужеству нашего времени»[318].
- Премия мира — Квартет национального диалога в Тунисе — «За решающий вклад „квартета“ в строительство плюралистической демократии в Тунисе по итогам Жасминовой революции в 2011 году»[319].
- Экономика — Энгус Дитон — «За анализ потребления, бедности и благосостояния»[320].

## Персоны года
Человек года по версии журнала Time — Ангела Меркель.

## Родились
- 2 мая — Принцесса Шарлотта Кембриджская, член британской королевской семьи.